# Damen fra Monte Carlo
Damen fra Monte Carlo er en amerikansk stumfilm fra 1918 af Reginald Barker.

## Medvirkende
- Geraldine Farrar - Rosalie Dean
- Herbert Rawlinson - Maxfield Grey
- Percy Marmont - Frank Grey
- Violet Heming - Bertha Grey
- Hassard Short - Wally Gage